# محمد برابح

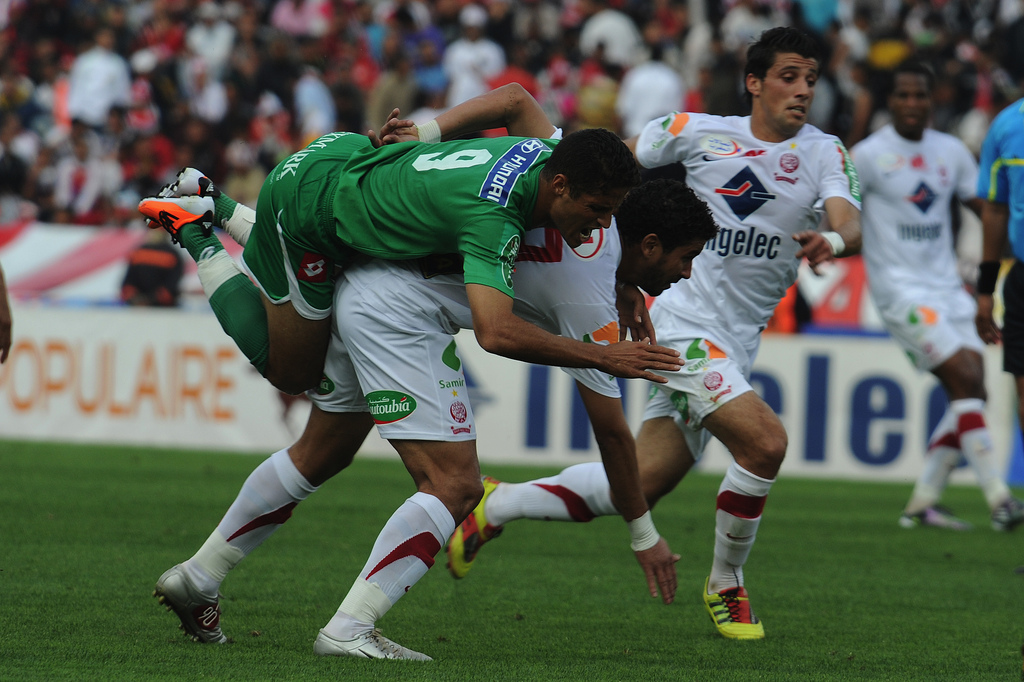
محمد برابح

محمد برابح (عربی: محمد برابح؛ زادهٔ ۲ اکتبر ۱۹۸۵) بازیکن فوتبال اهل مراکش است.
از باشگاه‌هایی که در آن بازی کرده‌است می‌توان به باشگاه فوتبال الوداد کازابلانکا، باشگاه فوتبال الظفره، باشگاه فوتبال عجمان امارات، و باشگاه فوتبال مولودیه وجده اشاره کرد.
وی همچنین در تیم‌های ملی فوتبال زیر ۲۳ سال مراکش و مراکش بازی کرده‌است.